# La Voix d'Aïda
Pour plus de détails, voir Fiche technique et Distribution.
La Voix d'Aïda (Quo vadis, Aida ?) est un drame bosno-roumano-austro-néerlando-franco-polono-allemand réalisé par Jasmila Žbanić et sorti en 2020.
Il est présenté à la Mostra de Venise 2020 et nommé pour l'Oscar du meilleur film international en 2021.

## Synopsis

### Intrigue
En 1995, Aïda, professeur d'anglais à Srebrenica, est interprète auprès des Casques bleus hollandais qui garantissent la sécurité de la ville.
Malgré un ultimatum finalement non exécuté par l'ONU, les Serbes prennent la ville. Ses habitants, protégés par les Casques bleus, se réfugient dans l'ancienne usine qui est le camp des Casques Bleus. Plus nombreux encore sont ceux qui restent à l'extérieur, bloqués devant l'entrée.
Tout en assurant sa tâche de traduction des consignes des officiers aux réfugiés et de leurs propos aux officiers serbes, Aïda tente de profiter de son statut (elle est protégée en tant que travailleuse au service de l'ONU) pour sauver son mari et ses deux fils, qu'elle cache dans l'usine.
Lorsque les Serbes embarquent dans des autobus tous ses occupants (femmes et enfants d'un côté, hommes de l'autre), dont le général Mladić en personne a juré qu'ils allaient à Kladanj, en zone bosniaque, les soldats de l'ONU leur livrent les trois hommes cachés, appliquant le règlement à la lettre. Ils sont exécutés froidement avec les autres occupants de leur bus, comme la plupart des Bosniaques arrêtés par les Serbes.
Quelques années plus tard, Aïda vient reconnaître leurs restes après la découverte d'un charnier. Elle s'apprête à reprendre le métier de professeur dans une ville où cohabitent désormais bourreaux et rescapés.

## Fiche technique
- Titre original : Quo vadis, Aida ?
- Titre français : La Voix d'Aïda
- Réalisation et scénario : Jasmila Žbanić
- Direction artistique : Sabine Engelberg
- Photographie : Christine Maier
- Montage : Jarosław Kamiński
- Musique : Paul M. van Brugge
- Production : Damir Ibrahimović et Jasmila Žbanić
- Sociétés de production : Deblokada, Digital Cube, Coop 99, N279 Entertainment, Indie Prod, Extreme Emotions, Razor Film
- Société de distribution : Condor Entertainment (France)
- Pays de production :  Bosnie-Herzégovine,  Roumanie,  Autriche,  Pays-Bas,  France,  Pologne,  Allemagne
- Format : Couleurs - 35 mm
- Genre : Drame
- Durée : 104 minutes
- Dates de sortie :
  - Italie : 3 septembre 2020 (Mostra de Venise 2020)
  - France : 22 septembre 2021

## Distribution
- Jasna Đuričić : Aida Selmanagić
- Izudin Bajrović : Nihad Selmanagić
- Boris Isaković : Ratko Mladić
- Johan Heldenbergh : Colonel Thom Karremans
- Raymond Thiry : Commandant Rob Franken
- Boris Ler : Hamdija Selmanagić
- Dino Bajrović : Sejo Selmanagić
- Emir Hadzihafizbegović : Joka
- Edita Malovčić : Vesna, la femme de Joka
- Emina Muftić : Munira
- Teun Luijkx : Capitaine Mintjes
- Joes Brauers : Boudewijn
- Reinout Bussemaker : Colonel Robben
- Ermin Bravo : le maire
- Sol Vinken : Soldat Lammerts
- Micha Hulshof : Commandant De Haan
- Juda Goslinga : Lieutenant Rutten
- Ermin Sijamija : Lalović
- Alban Ukaj : Tarik

## Sortie

### Accueil critique
En France, le site Allociné recense une moyenne de critiques de presse de 3,8/5.
Le critique Pierre Gelin-Monastier évoque « une œuvre de mémoire, inscrite dans la tragédie d’une femme, un témoin, une voix, une survivante » : « Plus qu’une voix, c’est un corps de femme qui entre en lutte. Le titre original rend davantage témoignage que le titre français : Quo vadis, Aida ? – "Où vas-tu, Aida ?". [...] Nous suivons la course de l’intrépide Aïda, comme si la réalisatrice souhaitait nous faire entrer dans les turpitudes de la guerre à travers la chevauchée interrompue de cette femme courageuse. »

## Distinctions

### Sélections
- Mostra de Venise 2020 : sélection en compétition
- Festival international du film de Toronto 2020 : sélection en section Contemporary World Cinema

### Récompenses
- Arras Film Festival 2020 : Atlas d'or du meilleur film[3]
- Festival de cinéma européen des Arcs 2020 : Flèche de Cristal[4]
- Festival International de Films de Fribourg 2021 : Prix du public et Prix du Jury des jeunes COMUNDO[5]
- Prix du cinéma européen 2021 : 
  - Meilleur film
  - Meilleure réalisation
  - Meilleure actrice pour Jasna Đuričić

### Nominations
- British Academy Film Awards 2021 : meilleur film en langue étrangère
- Oscars 2021 : meilleur film international